# کیم لینهان
کیم لینهان (به انگلیسی: Kim Linehan) (زادهٔ ۱۱ دسامبر ۱۹۶۲) شناگر اهل ایالات متحده آمریکا است.